# WWE Unforgiven (2005)
Cet article concerne l'édition 2005 du pay-per-view Unforgiven. Pour toutes les autres éditions, voir WWE_Unforgiven.
Unforgiven (2005) est une manifestation de catch professionnel télédiffusée et visible uniquement en paiement à la séance. L'événement, produit par la World Wrestling Entertainment (WWE), s'est déroulé le 18 septembre 2005 au Ford Center à Oklahoma City, Oklahoma. Le show est le onzième pay-per-view de la WWE en 2005. John Cena et Kurt Angle sont les vedettes de l'affiche officielle.

## Contexte
Les spectacles de la WWE en paiement à la séance sont constitués de matchs aux résultats prédéterminés par les scénaristes de la WWE. Ces rencontres sont justifiées par des storylines — une rivalité avec un catcheur, la plupart du temps — ou par des qualifications survenues dans les émissions de la WWE telles que Raw et SmackDown. Tous les catcheurs possèdent une gimmick, c'est-à-dire qu'ils incarnent un personnage gentil ou méchant, qui évolue au fil des rencontres. Un pay-per-view comme Unforgiven est donc un événement tournant pour les différentes storylines en cours.

## Déroulement du show
Huit matchs de catch professionnel ont été programmés pour ce pay-per-view.

Le premier match télévisé opposa le champion intercontinental de la WWE Carlito face à Ric Flair, match pour le titre intercontinental du champion.

### Matchs préliminaires

#### Ric Flair contre Carlito - Intercontinental Championship
Ric Flair parvient à battre Carlito grâce à sa prise de signature le Figure Four Leglock au bout de 11 minutes 46 de match et devient ainsi le nouveau champion intercontinental.

A l'âge de 56 ans, Ric Flair devient le plus vieux champion à obtenir le titre intercontinental.

#### Trish Stratus et Ashley Massaro contreThe Ladies in Pink(Victoria et Torrie Wilson) (avec Candice Michelle)
Trish Stratus et Ashley Massaro obtiennent la victoire en 7 minutes 05 après un Roundhouse Kick réussi de Stratus sur Victoria.

#### Big Show contre Snitsky
Big Show obtient la victoire au bout de 6 minutes 11 de match après avoir exécuté sa prise de finition le Chokeslam.

#### Shelton Benjamin contre Kerwin White
Shelton Benjamin arrive à remporter le match en contrant une attaque avec un club de golf de son adversaire par une T-bone suplex au bout de 8 minutes 06.

#### Matt Hardy contre Edge (avec Lita) - Steel Cage Match
Matt Hardy obtient la victoire après  21 minutes 33 de match en ayant exécuté un Leg drop du haut de la cage sur Edge.

#### Lance Cade et Trevor Murdoch contre The Hurricane et Rosey - World Tag Team Championships
Pendant le match, Trevor Murdoch exécute un DDT à l'extérieur du ring sur The Hurricane, prise qui blesse ce dernier (blessure non réelle, utilisée pour la storylines). Lance Cade profita de cette occasion pour faire le tomber sur Hurricane après 7 minutes 40 de match pour ainsi devenir, avec Murdoch, les nouveaux World Tag Team Champions.

#### Shawn Michaels contre Chris Masters
Shawn Michaels obtient la victoire au bout de 16 minutes 44 en contrant la prise de soumission le Masterlock de Chris Masters par sa prise finition le Sweet Chin Music.

### Main Event

#### Kurt Angle vs John Cena - WWE Championship
Alors que Kurt Angle tenait son adversaire dans sa prise de soumission le Angle Lock, Eric Bischoff arriva près du ring ce qui perturba le match. John Cena en profita pour prendre sa ceinture de la WWE et donna un coup à Angle avec. L'arbitre, ayant vu le geste de Cena, donna la victoire à Kurt Angle par disqualification après 17 minutes 15 de match (il est interdit d'utiliser des objets extérieurs dans un match simple). Cependant, Cena garda sa ceinture puisque l'on ne peut devenir champion que par tombé ou soumission dans un match simple. Après le match, Kurt Angle essaye d'attaquer Cena mais ce dernier arrive à le contrer et lui appliquer sa prise finale le FU.

Le show se termine avec une célébration de Cena.

## Tableau des matchs
| #                                                                  | Match | Stipulation                                        | Durée |
| ------------------------------------------------------------------ | --- | -------------------------------------------------- | ----- |
| 1                                                                  | Ric Flair bat Carlito                                                                                          | Match simple pour le Intercontinental Championship | 11:46 |
| 2                                                                  | Trish Stratus et Ashley Massaro battent The Ladies in Pink (Victoria et Torrie Wilson) (avec Candice Michelle) | Tag Team match                                     | 7:05  |
| 3                                                                  | Big Show bat Snitsky                                                                                           | Match simple                                       | 6:11  |
| 4                                                                  | Shelton Benjamin bat Kerwin White                                                                              | Match simple                                       | 8:06  |
| 5                                                                  | Matt Hardy bat Edge (avec Lita)                                                                                | Steel cage match                                   | 21:33 |
| 6                                                                  | Lance Cade and Trevor Murdoch battent The Hurricane and Rosey (c)                                              | Tag Team match pour le World Tag Team Championship | 7:40  |
| 7                                                                  | Shawn Michaels bat Chris Masters                                                                               | Match simple                                       | 16:44 |
| 8                                                                  | Kurt Angle bat John Cena (c) par disqualification                                                              | Match simple pour le WWE Championship              | 17:15 |
| (c) – désigne le(s) champion(s) défendant leur titre dans le match | |                                                    |       |